# Александер (Њујорк)
Александер (енгл. Alexander) град је у америчкој савезној држави Њујорк.

## Демографија
По попису из 2010. године број становника је 509, што је 28 (5,8%) становника више него 2000. године.
| Група             | 2000.       | 2010.       |
| Белци             | 471 (97,9%) | 488 (95,9%) |
| Афроамериканци    | 0 (0,0%)    | 1 (0,2%)    |
| Азијати           | 4 (0,8%)    | 6 (1,2%)    |
| Хиспаноамериканци | 2 (0,4%)    | 6 (1,2%)    |
| Укупно            | 481         | 509         |